# Eucera rufipes
Eucera rufipes är en biart som beskrevs av Smith 1879. Eucera rufipes ingår i släktet långhornsbin, och familjen långtungebin. Inga underarter finns listade i Catalogue of Life.